# Zulfiya Chinshanlo
Zulfiya Chinshanlo (en kazajo: Зүлфия Чиншанло; Almaty, 25 de julio de 1993) es una deportista kazaja que compitió en halterofilia.
Participó en dos Juegos Olímpicos de Verano, obteniendo una medalla de bronce en Tokio 2020, en la categoría de 55 kg; además consiguió una medalla de oro en Londres 2012, que perdió posteriormente por dopaje.
Ganó tres medallas de oro en el Campeonato Mundial de Halterofilia entre los años 2009 y 2014.

## Palmarés internacional
| Juegos Olímpicos   | Juegos Olímpicos       | Juegos Olímpicos  | Juegos Olímpicos |
| Año                | Lugar                  | Medalla           | Categoría        |
| ------------------ | ---------------------- | ----------------- | ---------------- |
| 2012               | Londres (Reino Unido)  | DSC               | 53 kg            |
| 2020               | Tokio (Japón)          | Medalla de bronce | 55 kg            |
| Campeonato Mundial |                        |                   |                  |
| Año                | Lugar                  | Medalla           | Categoría        |
| 2009               | Goyang (Corea del Sur) | Medalla de oro    | 53 kg            |
| 2011               | París (Francia)        | Medalla de oro    | 53 kg            |
| 2014               | Almaty (Kazajistán)    | Medalla de oro    | 53 kg            |